# 中村長芳
中村 長芳（なかむら ながよし、1924年9月19日 - 2007年10月18日）は、日本の政治家秘書・プロ野球チーム経営者。山口県山口市出身。

## 来歴
旧制山口中学校では安倍晋太郎と同級生であり野球部で活動、一塁手としてプレーし、甲子園を目指した。最終学歴は中央大学法学部卒業。
同郷であり、安倍の岳父であった岸信介の秘書となり、岸の内閣総理大臣在任中には内閣総理大臣秘書官を務めた。
1969年の第32回衆議院議員総選挙で、岸の側近の1人である今松治郎の秘書だった森喜朗は自由民主党の公認を得られず、無所属新人として出馬する際、岸の応援を中村に懇願した。中村は森の要望を快諾した。森を応援するため、岸は多忙な合間を縫って石川県小松市に赴いた。岸の応援で勢いがついて、森は初当選を果たした。
1969年、岸の盟友永田雅一（大映社長）からロッテオリオンズオーナーの経営を手伝うように命じられロッテの副オーナーに就任した。1971年に大映がロッテに正式に経営権を委譲して中村がロッテ・オリオンズのオーナーに就任する。
翌1972年、黒い霧事件により弱体化した西鉄ライオンズの売却先探しを行うが立ち消えとなってしまう。最終的に中村の個人の資金で「福岡野球株式会社」を設立し、ライオンズを買収した上でオーナーに就任することを決断する。しかし、野球協約の定める1人または1団体による複数球団の保有禁止条項に抵触するため、ロッテオリオンズ球団のオーナーを辞任、中村の保有株を正式にロッテへ譲渡した上でライオンズの運営会社西鉄野球を西日本鉄道から買い取り、西鉄野球改め福岡野球株式会社のオーナーに就任して経営にあたった。ライオンズを買収する前、新しい親会社に、ペプシコーラの日本での販売会社であるペプシコ日本法人と交渉をしたが、その直後に東映フライヤーズ（現：北海道日本ハムファイターズ）の身売り話が明らかになった（翌1973年2月に日拓ホームへ売却）ことから、ペプシ側が安定経営が見込めないとしてこれを撤回し、やむを得ず中村が球団を買収したとされる。
中村は、後ろ盾となる企業が得られなかったことから、資金力を高めるためスポンサーに看板を売る手法で経営をおこなった。1973年シーズンから太平洋クラブをスポンサーとして「太平洋クラブライオンズ」を、1977年シーズンからはクラウンガスライターをスポンサーとして「クラウンライターライオンズ」を運営した。坂井保之によると、西鉄から買収後、本拠地の平和台野球場の弁当の販売業者との関係を白紙にしたところ、西鉄時代、弁当販売の利権を持っていた業者の社長である福岡市議会議員が報復として暗躍した結果、福岡市は球場の使用不許可を球団に伝えた。中村は市議会でそれを取り消すように訴えた結果、使用許可は下りたものの市側から使用料の引き上げ（西鉄時代の9万8千円から再三値上げされ、最終的に120万円）という妨害行為を起こされたという。
このほか、1972年に当時ボルチモア・オリオールズ傘下のクラスAローダイ・パドレスの経営権を取得し、自身が所属するチーム名からローダイ・オリオンズに改称した。翌年、中村は福岡野球株式会社（太平洋クラブライオンズ）に移籍したため、ローダイ・ライオンズに改称したが、このシーズンを最後に経営権を手放している。
福岡野球とクラウンとの契約が切れる1978年10月には、堤義明率いる西武グループ・国土計画（のちコクド、現：プリンスホテル）へ経営権を譲渡した。堤は球団買収の経緯として、数日前にコミッショナーとセ・パ両リーグ会長の訪問を受けて「引き受けてほしい」と頼まれたと説明した。この記事では中村と西武グループの間に直接交渉はなかったように読めるが、部下だった青木一三は、中村が安倍晋太郎を通じた堤への資金提供打診など、売却を前提とした動きを独断で進めていたと、1983年の雑誌寄稿文で述べている。 
2004年、プロ野球再編問題の際に雑誌の取材に応じ、台湾プロ野球との交流戦を行うべき、という持論を展開していた
2007年10月18日午前1時30分、急性硬膜下血腫のため山口市内の病院で死去した。83歳没。